# Zhang Guowei
Pour les articles homonymes, voir Zhang Guowei (fond).
Dans ce nom, le nom de famille précède le nom personnel.
Zhang Guowei (né le 4 juin 1991 à Binzhou) est un athlète chinois, spécialiste du saut en hauteur.

## Biographie
Il a franchi 2,28 m le 26 mai 2011 à Kunshan — il avait réalisé la même performance en salle à Shanghai en février 2011, puis le 30 août, il bat son record personnel en 2,31 m pour se qualifier pour la finale de Daegu 2011 où il ne termine que 10e.En mars 2012, il bat le record de Chine en salle avec 2,31 m pour terminer 4e des championnats du monde en salle d'Istanbul, devancé aux essais pour la médaille de bronze par le Russe Ivan Ukhov.

### Vice-champion du monde (2015)
En avril 2015, il établit la meilleure performance mondiale de l'année provisoire à Palo Alto avec 2,35 m puis confirme cette performance à Shanghai avec 2,32 m et à Pékin avec 2,34 m. Le 31 mai, lors du Prefontaine Classic de Eugene aux États-Unis, Zhang Guowei améliore son record personnel de 3 centimètres pour effacer une barre à 2,38 m, non loin du record de Chine de son compatriote Zhu Jianhua (2,39 m en 1984). Deux semaines plus tard, il s'impose aux Bislett Games d'Oslo avec 2,36 m devant Marco Fassinotti, Erik Kynard et Bohdan Bondarenko, avant d'échouer par trois fois à 2,40 m.
Au début de la saison 2015, il franchit successivement 2,33 m à Palo Alto le 3 avril, puis 2,35 m, meilleure performance mondiale, à Walnut (Hilmer Lodge) le 18 avril. Le 30 mai 2015, il franchit 2,38 m à Eugene, deuxième derrière Mutaz Essa Barshim, puis le 11 juin il confirme avec une victoire de 2,36 m lors des Bislett Games d'Oslo devant Marco Fassinotti, Erik Kynard et Bohdan Bondarenko. 
En août, Zhang arrive aux Championnats du monde de Pékin avec de sérieuses chances de médailles à la suite de son récent record personnel (2,38 m) qui est la 2de meilleure performance mondiale de l'année. Qualifié pour la finale, il franchit toutes ses barres au premier essai (2,20 — 2,25 — 2,29 et 2,33) avant de butter par trois fois à 2,36 m. L'Ukrainien Bohdan Bondarenko, champion du monde en titre, et le Canadien Derek Drouin, vainqueur des récents Jeux panaméricains, réalisent la même série de sauts et les mêmes échecs à 2,36 m. Les trois athlètes doivent se départager aux barrages et ont alors un essai supplémentaire à 2,36 m, qu'ils échouent. La barre est placée à 2,34 m et Zhang ainsi que Bondarenko ratent de nouveau tandis que Drouin franchit, s'emparant du titre mondial. Zhang Guowei partage la médaille d'argent en compagnie de l'Ukrainien. 
Il prend en fin de saison la seconde place du classement général de la Ligue de diamant derrière Mutaz Essa Barshim.
Le 19 mars 2016, Zhang se classe 6e de la finale des championnats du monde en salle de Portland avec 2,29 m. Le 8 mai 2016, il remporte le meeting de Kawasaki avec un saut de 2,33 m, comme son compatriote Wang Yu puis se classe le 5 juin 3e du Birmingham Grand Prix avec 2,32 m derrière Mutaz Essa Barshim (2,37 m, WL) et Erik Kynard (2,35 m, SB).
Le 16 mai 2017, il franchit 2,31 m à Jinan ce qui le qualifie pour les Championnats du monde de cette année. Le 8 juillet, il remporte sa première médaille en Championnats d'Asie en plein air, décrochant l'argent avec 2,28 m, battu par le sud-coréen Woo Sang-hyeok (2,30 m).
Il annonce mettre un terme à sa carrière le 6 avril 2020.

## Palmarès
| Date | Compétition                    | Lieu             | Résultat | Marque  |
| ---- | ------------------------------ | ---------------- | -------- | ------- |
| 2011 | Championnats d'Asie            | Kobe             | 8e       | 2,15 m  |
| 2011 | Championnats du monde          | Daegu            | 10e      | 2,25 m  |
| 2012 | Championnats d'Asie en salle   | Hangzhou         | 2e       | 2,28 m  |
| 2012 | Championnats du monde en salle | Istanbul         | 4e       | 2,31 m  |
| 2013 | Championnats du monde          | Moscou           | 8e       | 2,29 m  |
| 2014 | Championnats d'Asie en salle   | Hangzhou         | 3e       | 2,20 m  |
| 2014 | Championnats du monde en salle | Sopot            | 6e       | 2,29 m  |
| 2014 | Coupe continentale             | Marrakech        | 5e       | 2,27 m  |
| 2014 | Jeux asiatiques                | Incheon          | 2e       | 2,33 m  |
| 2015 | Championnats du monde          | Pékin            | 2e       | 2,33 m  |
| 2015 | Ligue de diamant               | Ligue de diamant | 2e       | détails |
| 2016 | Championnats du monde en salle | Portland         | 6e       | 2,29 m  |
| 2017 | Championnats d'Asie            | Bhubaneswar      | 2e       | 2,28 m  |

## Records
| Épreuve         | Épreuve   | Marque | Lieu   | Date         |
| --------------- | --------- | ------ | ------ | ------------ |
| Saut en hauteur | Plein air | 2,38 m | Eugene | 31 mai 2015  |
| Saut en hauteur | En salle  | 2,33 m | Pékin  | 21 mars 2014 |